# 9. évezred
| Évezredek i.e. | 10. | 9. | 8. | 7. | 6. | 5. | 4. | 3. | 2. | 1. | Időszámítás kezdete | 1. | 2. | 3. | 4. | 5. | 6. | 7. | 8. | 9. | 10. | Évezredek i.sz. |

A 9. évezred ciklusa 8001. január 1-jén kezdődik, és 9000. december 31-éig tart.

## Várható események
8113 - A civilizáció kriptája elnevezésű időkapszula felbontása